# (32269) 2000 PB2
2000 PB2 (asteroide 32269) é um asteroide da cintura principal. Possui uma excentricidade de 0.07853620 e uma inclinação de 2.13825º.
Este asteroide foi descoberto no dia 1 de agosto de 2000 por LINEAR em Socorro.